# Scutellaria ebracteata
Scutellaria ebracteata là một loài thực vật có hoa trong họ Hoa môi. Loài này được A.Pool miêu tả khoa học đầu tiên năm 1998.